# Grand prix du disque du Télégramme
Pour les articles homonymes, voir Grand prix du disque.
Le grand prix du disque du journal Le Télégramme est un concours annuel qui vise à récompenser le meilleur album possédant un lien avec la Bretagne.

## Présentation générale
Le grand prix du disque du Télégramme est un concours musical qui se tient chaque année en Bretagne. Il récompense un album ayant un lien avec la Bretagne. Ce lien peut être de différentes natures : du sang (si l’artiste est Breton), du son (si la musique possède des racines armoricaines) ou, tout simplement, du cœur (affinité forte revendiquée avec la Bretagne). Les compilations et singles sont exclus de la sélection. La remise du prix est diffusée sur Tébéo et TébéSud.

### Le jury
Les premières années, un jury désignait le gagnant parmi environ 80 albums. Il était alors composé de 15 personnes : une moitié comportant 7 professionnels (président du Festival des Vieilles Charrues, disquaires, programmateur de France Bleu Breizh Izel et journalistes du Télégramme) ; l’autre de représentants des lecteurs du journal Le Télégramme, sélectionnés sur lettre de motivation. Sa présidence était proposée au vainqueur de l'édition précédente. Chaque membre donnait également un coup de cœur à son album préféré. A la place des coups de cœur, des chroniques sont rédigées par des lycéens.
Un jury entièrement professionnel revient en 2017 pour la 15e édition. Il attribue son prix en plus du vote des internautes.

## Éditions particulières
La 7e édition débute en septembre 2009 et les résultats sont annoncés en février 2010. À la différence des éditions précédentes, seule une sélection de trente albums ont concouru. Lors de cette édition, deux nouvelles récompenses ont été décernées par les internautes : Le prix du off et le Coup de cœur. Le prix du off permettait aux artistes non présents dans la sélection officielle des journalistes de proposer aux internautes de découvrir leur album. Une vingtaine se sont inscrits. Les internautes pouvaient également voter pour leur album préféré parmi la sélection officielle et ainsi donner leur avis. Les résultats ont été annoncés en janvier 2010 et la remise des prix a été diffusée sur Tébéo en présence de L'Ensemble Matheus, Les Frères Morvan, Julien Grignon et le jury.

### Par Internet
- 8e édition : Le jury est supprimé en 2010 pour laisser l'entière décision aux internautes. Les votes débutent le 13 janvier 2011 et les résultats sont annoncés le 3 février dans le journal. Nolwenn Leroy, qui est élue avec 26,8 % des votes[1], se voit remettre le prix le 10 février, sur le plateau de la chaîne locale Tébéo durant une émission de 30 minutes dédiée au concours[2]. Le dauphin est Merzhin avec 22 % des suffrages.
- 9e édition : Les votes pour le prix 2011 débutent le 9 janvier 2012 et la victoire de Gwennyn est annoncée le 9 février. Il était basé sur le même principe : un vote ouvert à tous pour exprimer son choix sur le site Internet du journal parmi une pré-sélection de 24 albums sortis en 2011. Sur les 5 310 électeurs à s'être prononcé, 31,1 % ont voté pour Gwennyn, soit 1 651 personnes[3].
- 10e édition : Comme l'année précédente, dès le 28 décembre et durant le mois de janvier, les internautes peuvent voter parmi les 24 albums présentés, sortis en 2012. Zebra est déclaré vainqueur le 14 février avec son opus Zebra & Bagad Karaez qui recueille 21,3 % des voix[4].
- 11e édition : 24 albums sont à nouveau en compétition durant le mois de janvier 2014. 6 531 internautes ont participé au vote. Dans l'édition du 5 février, le lauréat est dévoilé ; Outside Duo, qui récolte 18,9 % des voix[5].
- 12e édition : Parmi les 24 albums proposés, L'encre à rêver de Clarisse Lavanant obtient 19 % des points, devant The Celtic Social Club et Merzhin[6].
- 13e édition : Colline Hill est élue avec son album Skimmed, en devançant Dan Ar Braz (Cornouailles Soundtrack) et Denez (Ul liorzh vurzhudus)[7].
- 14e édition : Quatre anciens lauréats figurent dans la sélection des 24 albums (Miossec, Yann Tiersen, Red Cardell et Gwennyn). Le 3 février 2017 la victoire du duo Bobby & Sue est annoncée, devançant Maria Descbordes et Cécile Corbel[8].

### Par Internet et par un jury
- 15e édition : 24 albums sélectionnés par la rédaction, dont une compilation de titres réinterprétés (Breizh eo ma bro !), un seul premier album (N’om Gustumiñ deus an Deñvalijenn de Krismenn) et 5 anciens lauréats (Nolwenn Leroy, Clarisse Lavanant, Jean-Charles Guichen, Da Silva et Robin Foster)[9]. Le 8 février 2018, deux prix sont attribués : celui du jury à Krismenn pour son premier album après 15 ans d'explorations et celui des internautes au duo formé depuis 15 ans par Clarisse Lavanant et Dan Ar Braz pour l'album Harmonie[10].
- 16e édition : Deux albums de rock sont consacrés : les internautes attribuent leur prix au groupe Merzhin pour Nomades et le jury choisi pour lauréat Robin Foster avec PenInsular II (The Bridge)[11].
- 17e édition : Le trio Fleuves remporte le prix du jury avec son deuxième opus de musique bretonne actuelle et Alan Simon obtient les suffrages du public avec son opéra-rock Chouans[12]. Pour la première fois, il n'y a pas de remise publique du prix, les résultats ayant été annoncés pendant le confinement lié au Covid-19.

## Le palmarès
- 2019 : Fleuves (#2)

Prix du public : Alan Simon (Chouans)
- 2018 : Robin Foster (PenInsular II - The Bridge)

Prix du public : Merzhin (Nomades)
- 2017 : Krismenn ('N om gustumiñ deus an deñvalijenn - S'habituer à l'obscurité)

Prix du public : Dan Ar Braz et Clarisse Lavanant (Harmonie)
- 2016 : Bobby & Sue (Spinning Mind)
- 2015 : Colline Hill (Skimmed)
- 2014 : Clarisse Lavanant (L'encre à rêver)
- 2013 : Outside Duo (Just Playing)
- 2012 : Zebra (Zebra & Bagad Karaez)
- 2011 : Gwennyn (Kan an Tevenn)
- 2010 : Nolwenn Leroy (Bretonne)
- 2009 : Les Frères Morvan (50 ans de Kan ha Diskan)

Prix du Off (1er album) : Julien Grignon (Donner de la voix)
Prix du public : Renan Luce (Le clan des miros)
- 2008 : L'Ensemble Matheus (Nisi Dominus Vivaldi Stabat Mater)

Meilleur 1er album 2008 : Robin Foster (Life is elsewhere)
- 2007 : Les Frères Guichen (Dreams of Brittany)

Meilleur 1er album 2007 : Badume's Band (Addis Kan)
- 2006 : Red Cardell (Naître)

Meilleur 1er album 2006 : Renan Luce (Repenti)
- 2005 : Yann Tiersen (Les retrouvailles)

Meilleur 1er album 2005 : Da Silva (Décembre en été)
- 2004 : Miossec (1964)

Meilleur 1er album 2004 : Sheer K (Elovation)
- 2003 : Denez Prigent (Sarac’h)

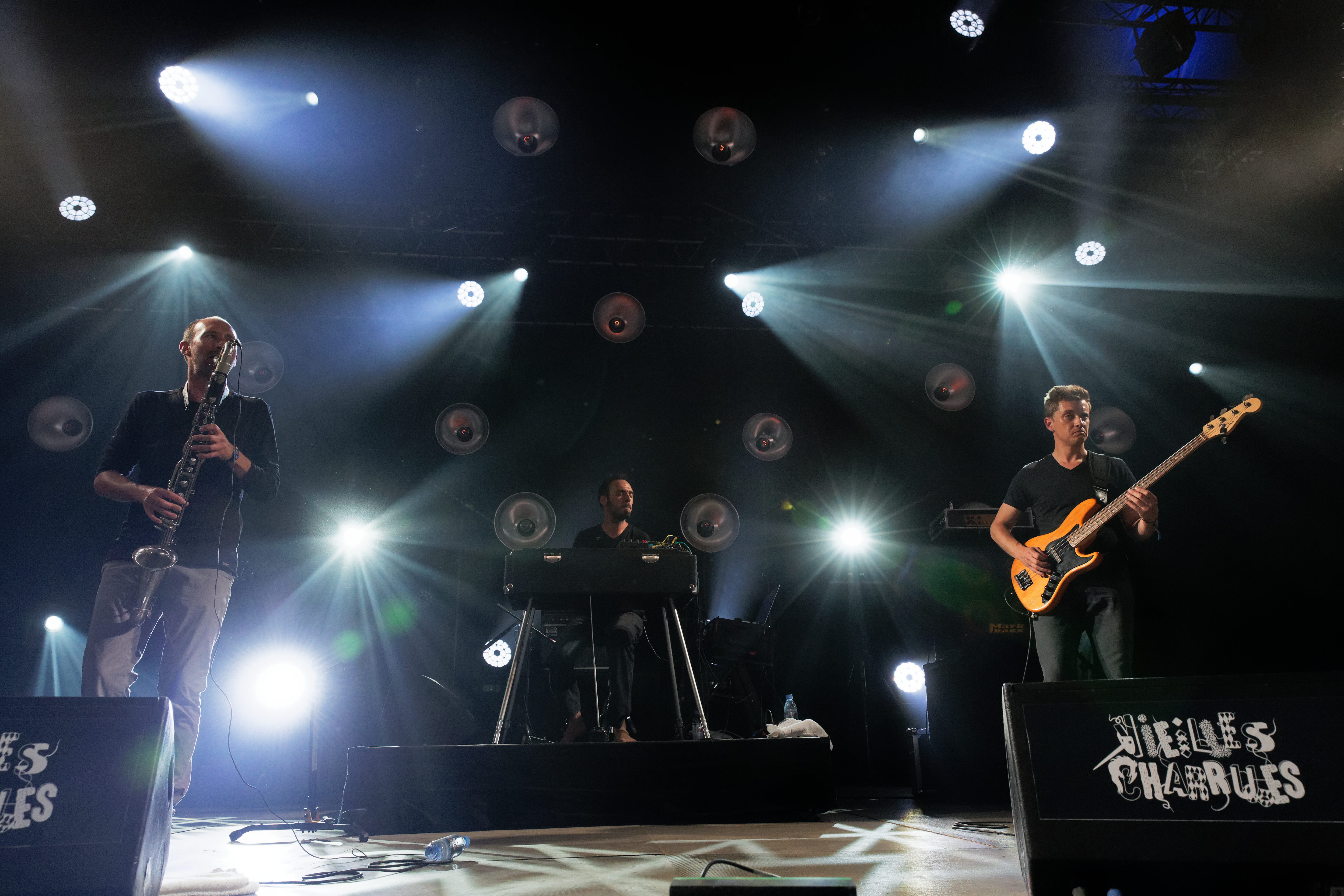
Fleuves (2019)
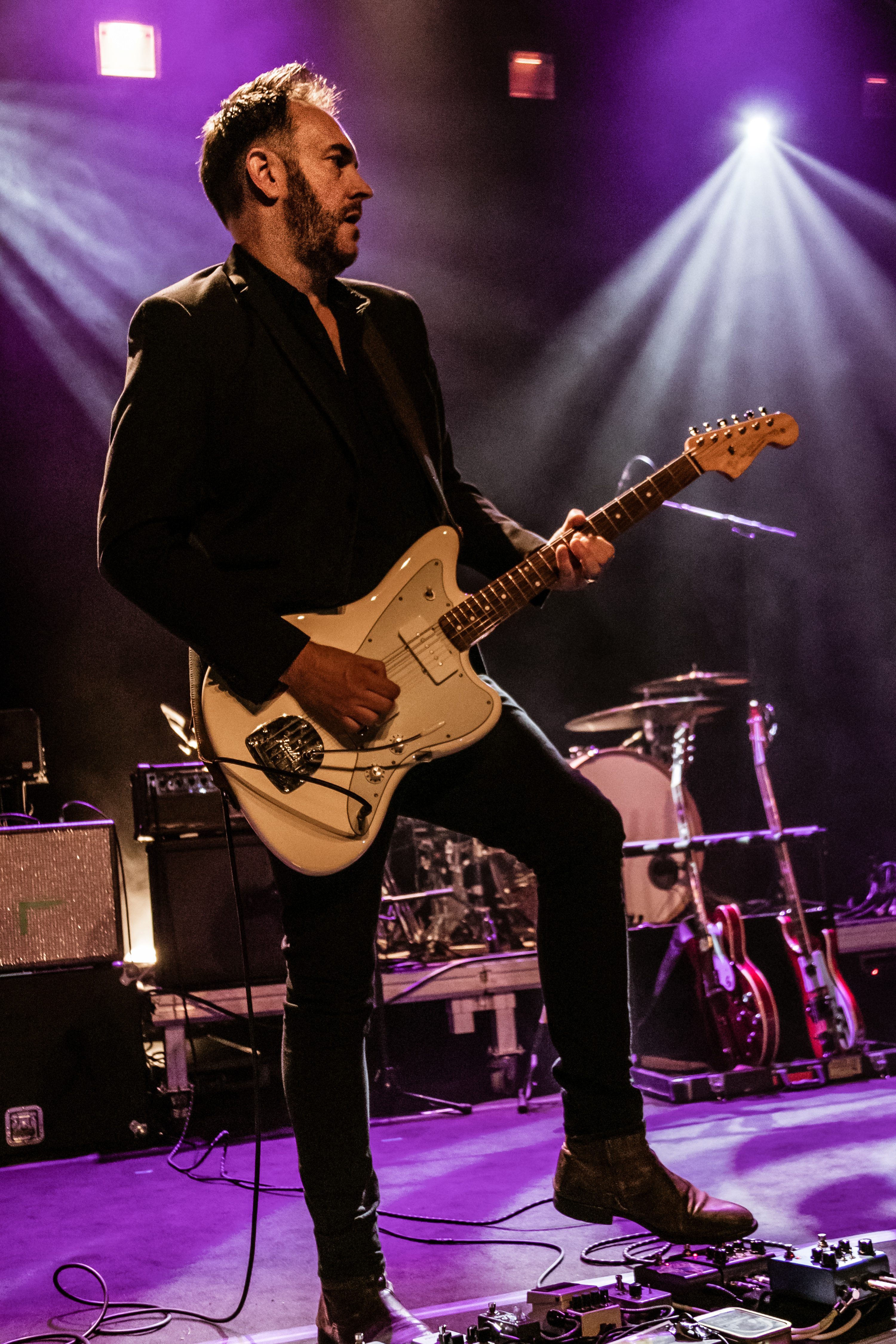
Robin Foster (2018)
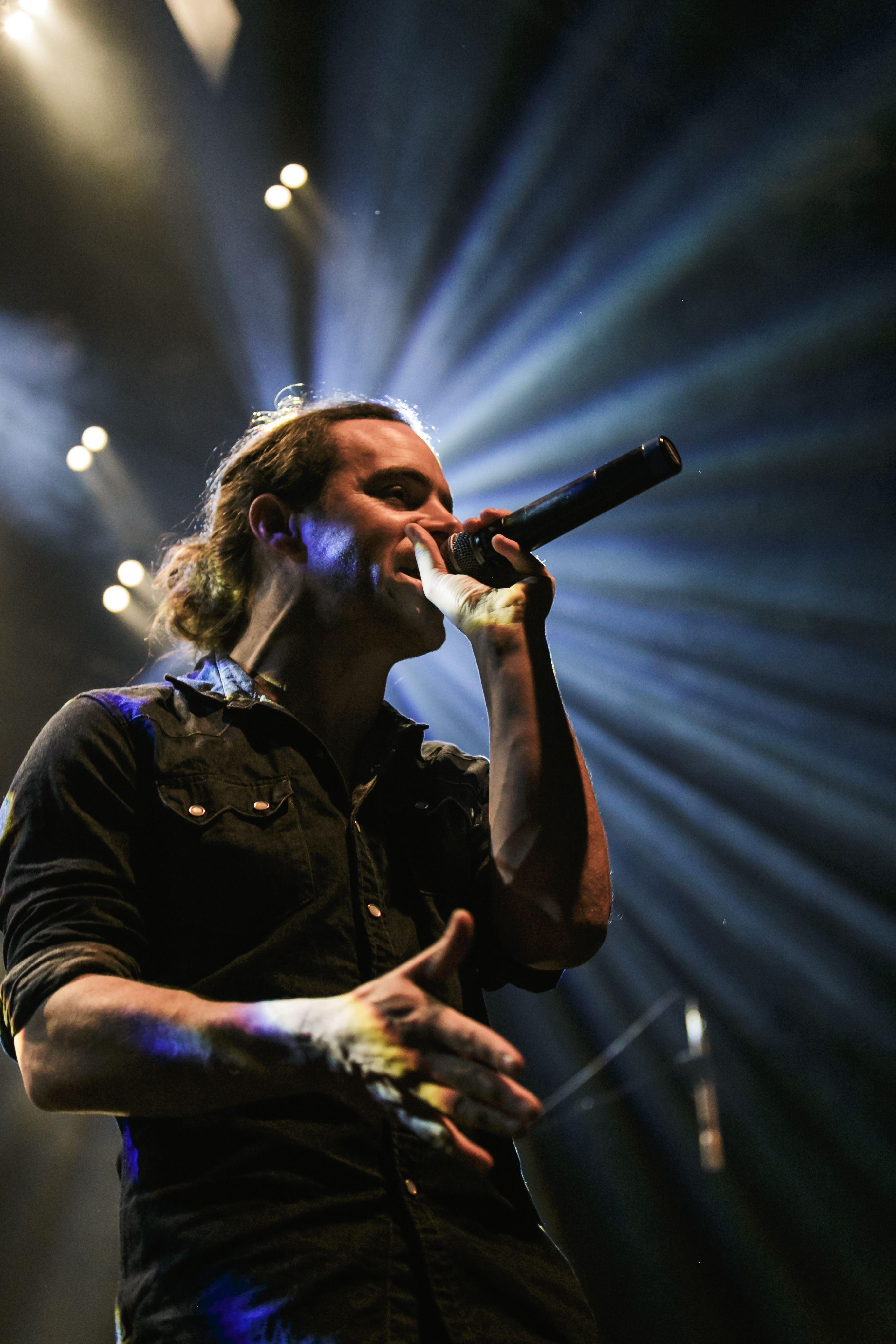
Krismenn (2017)
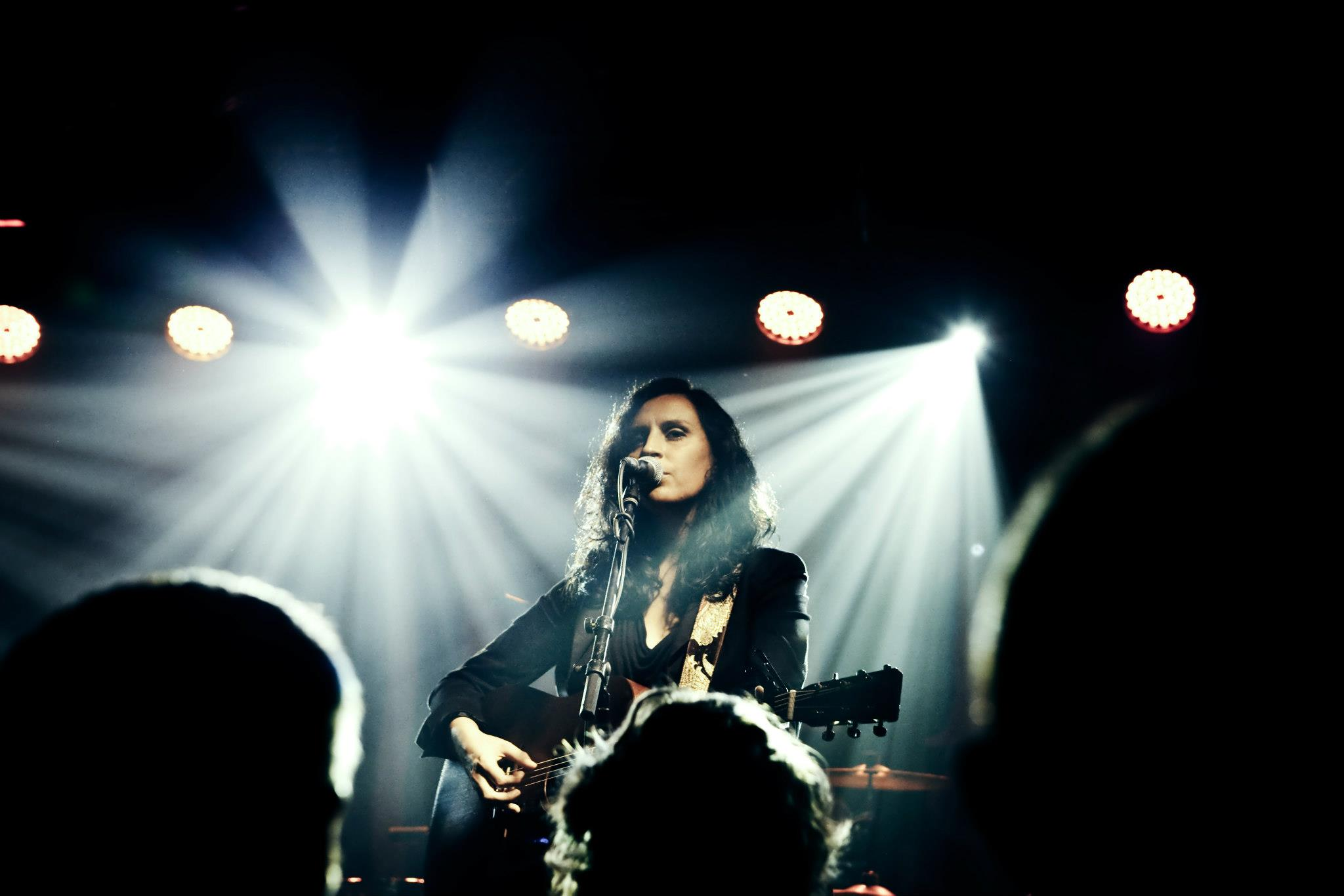
Colline Hill (2015)
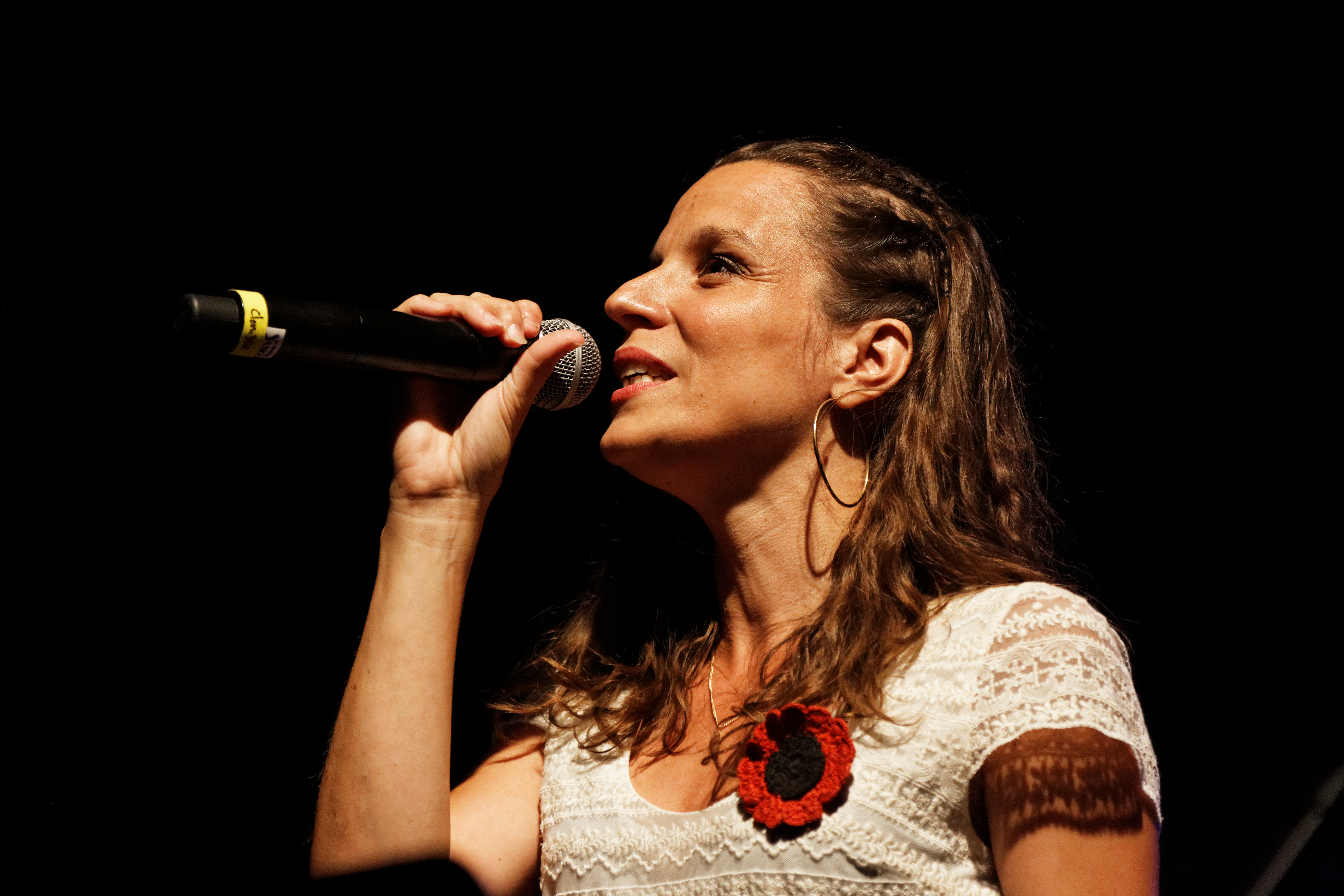
Clarisse Lavanant (2014)
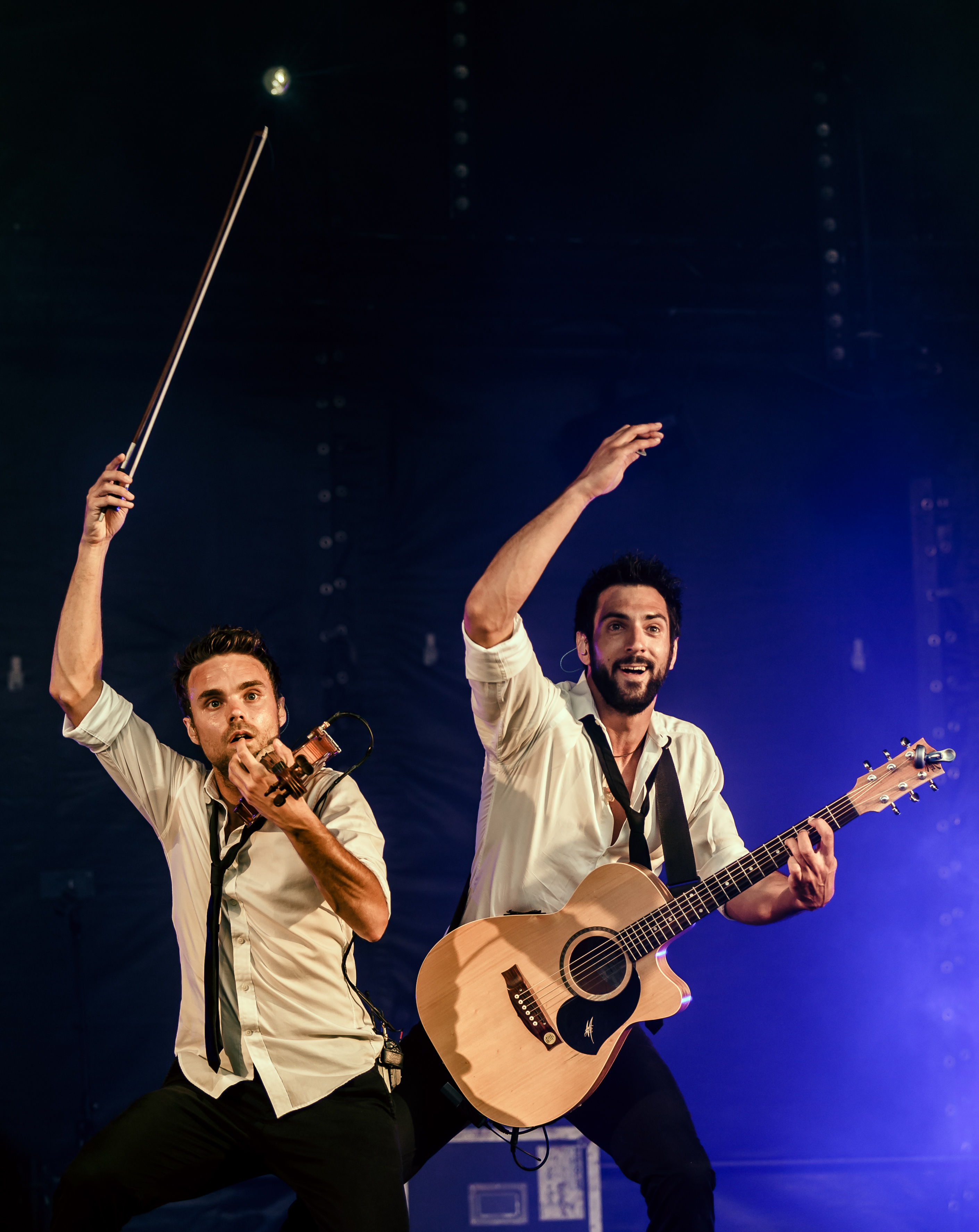
Outside Duo (2013)
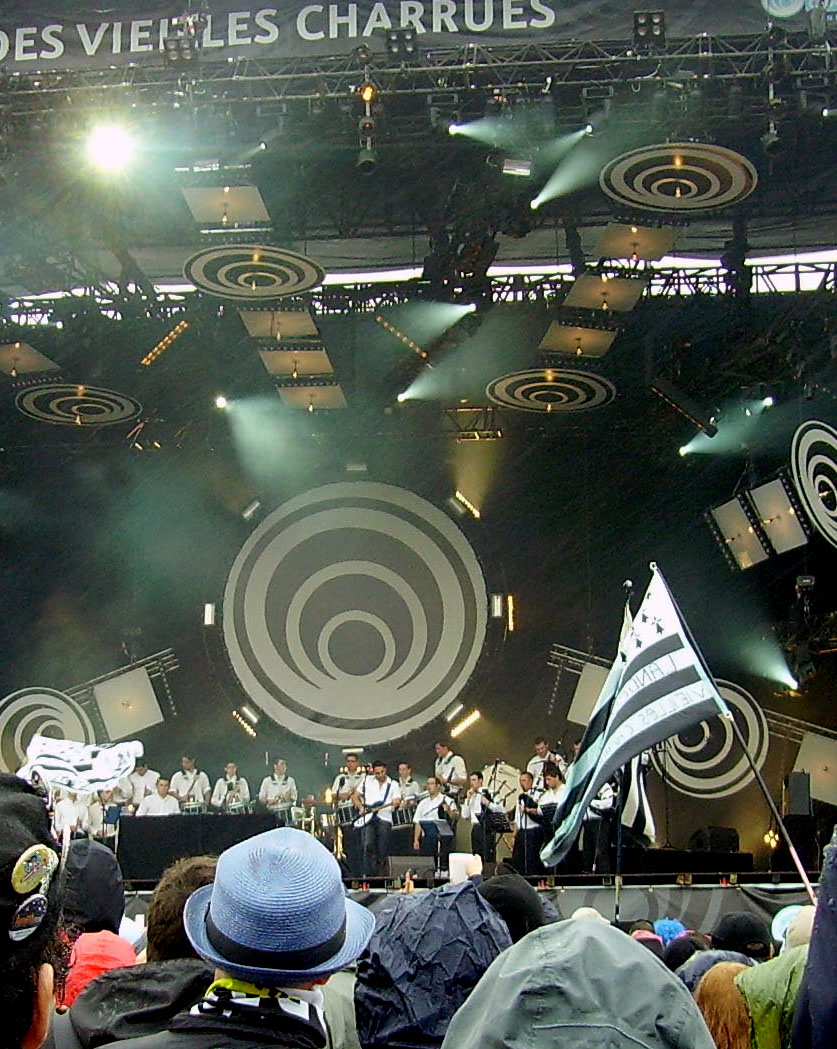
Zebra & Bagad Karaez (2012)
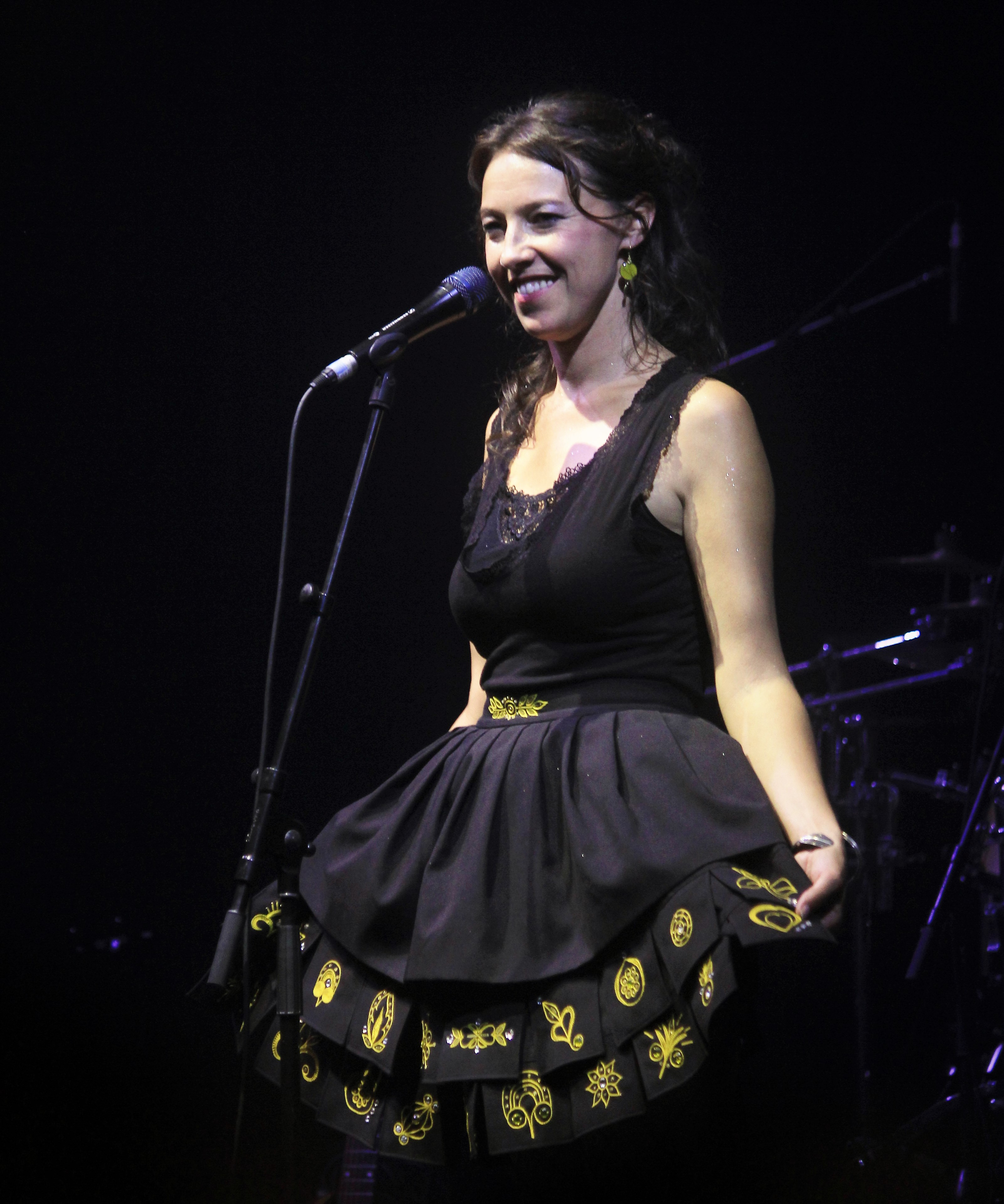
Gwennyn (2011)
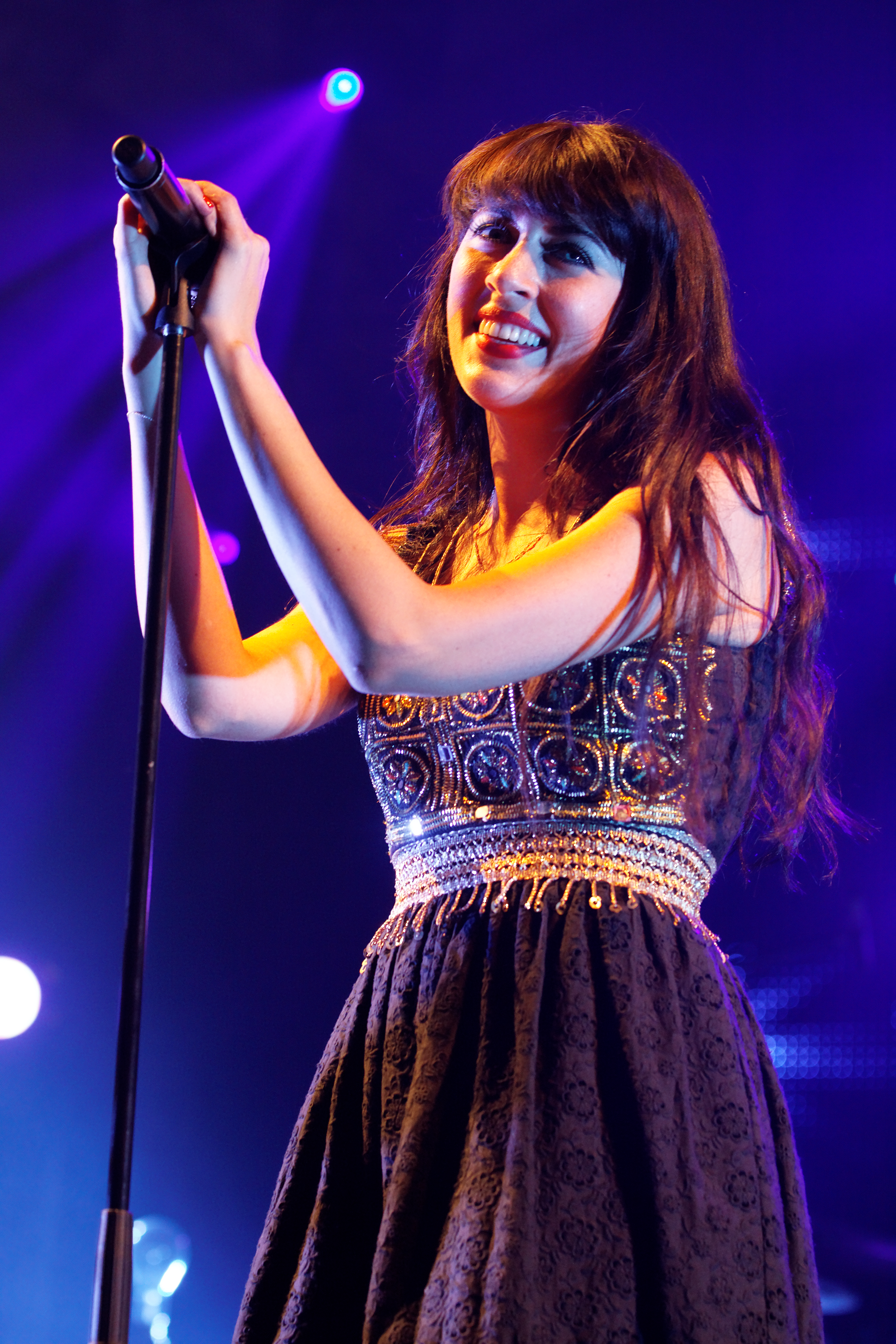
Nolwenn Leroy (2010)
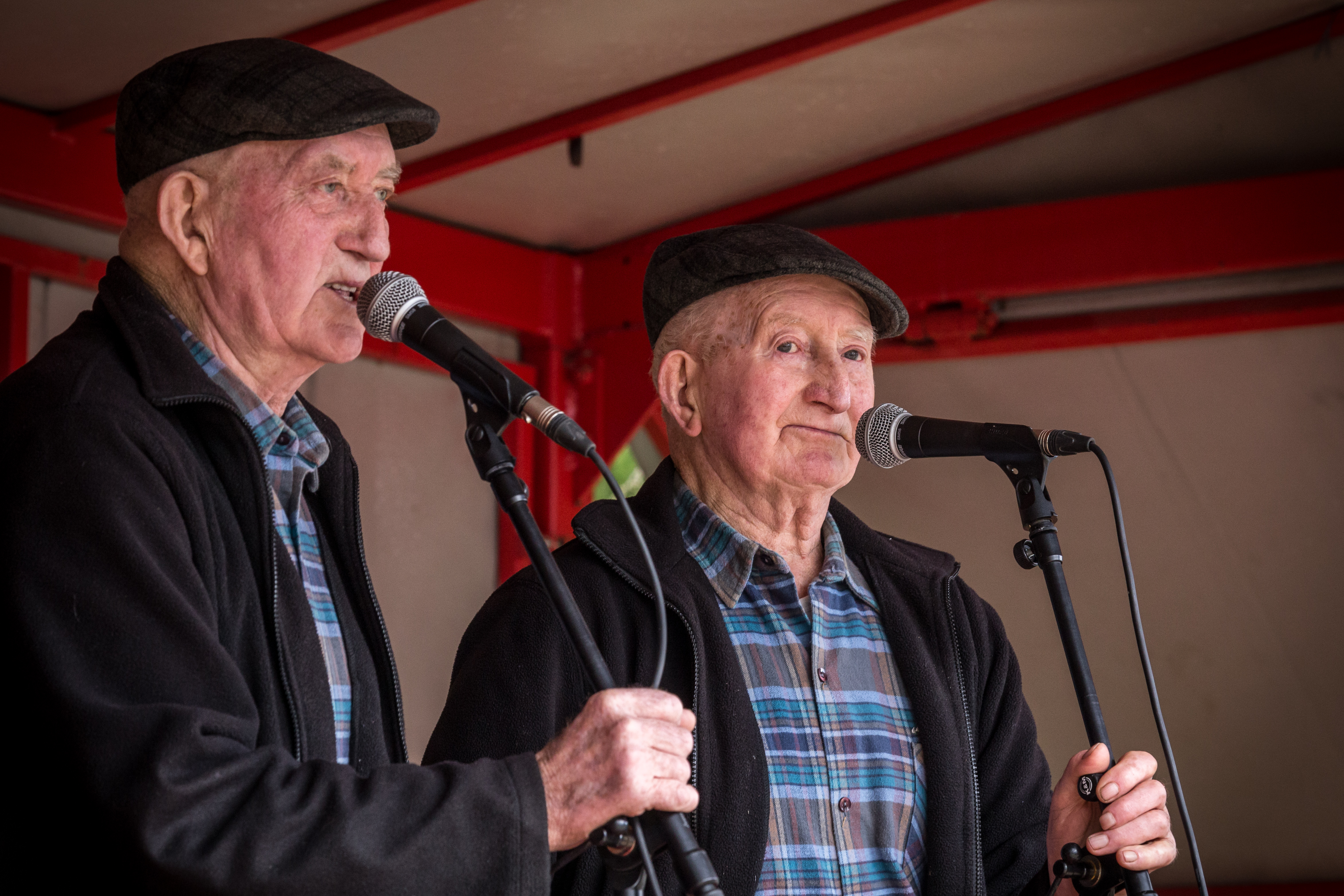
Les Frères Morvan (2009)
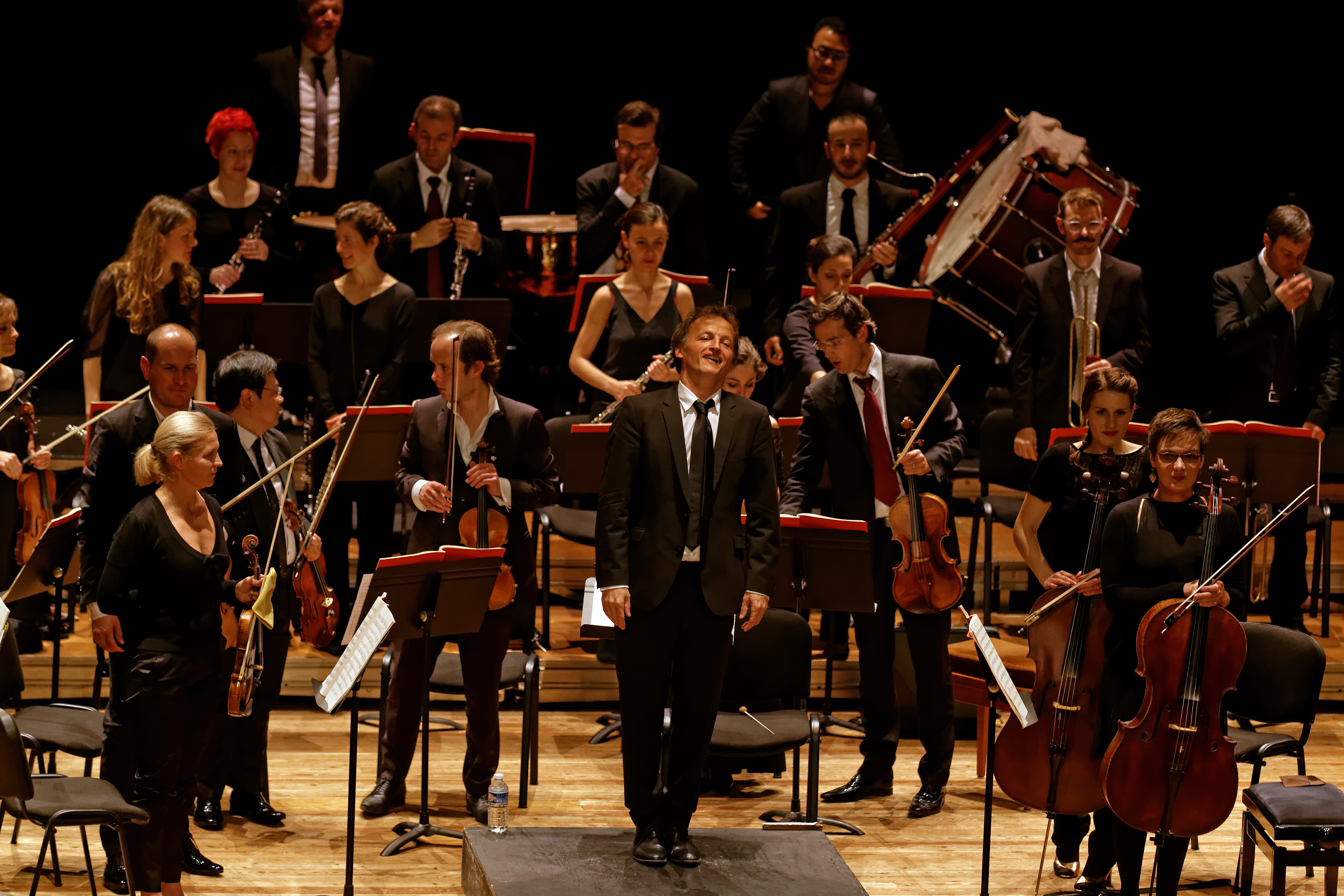
L'Ensemble Matheus (2008)
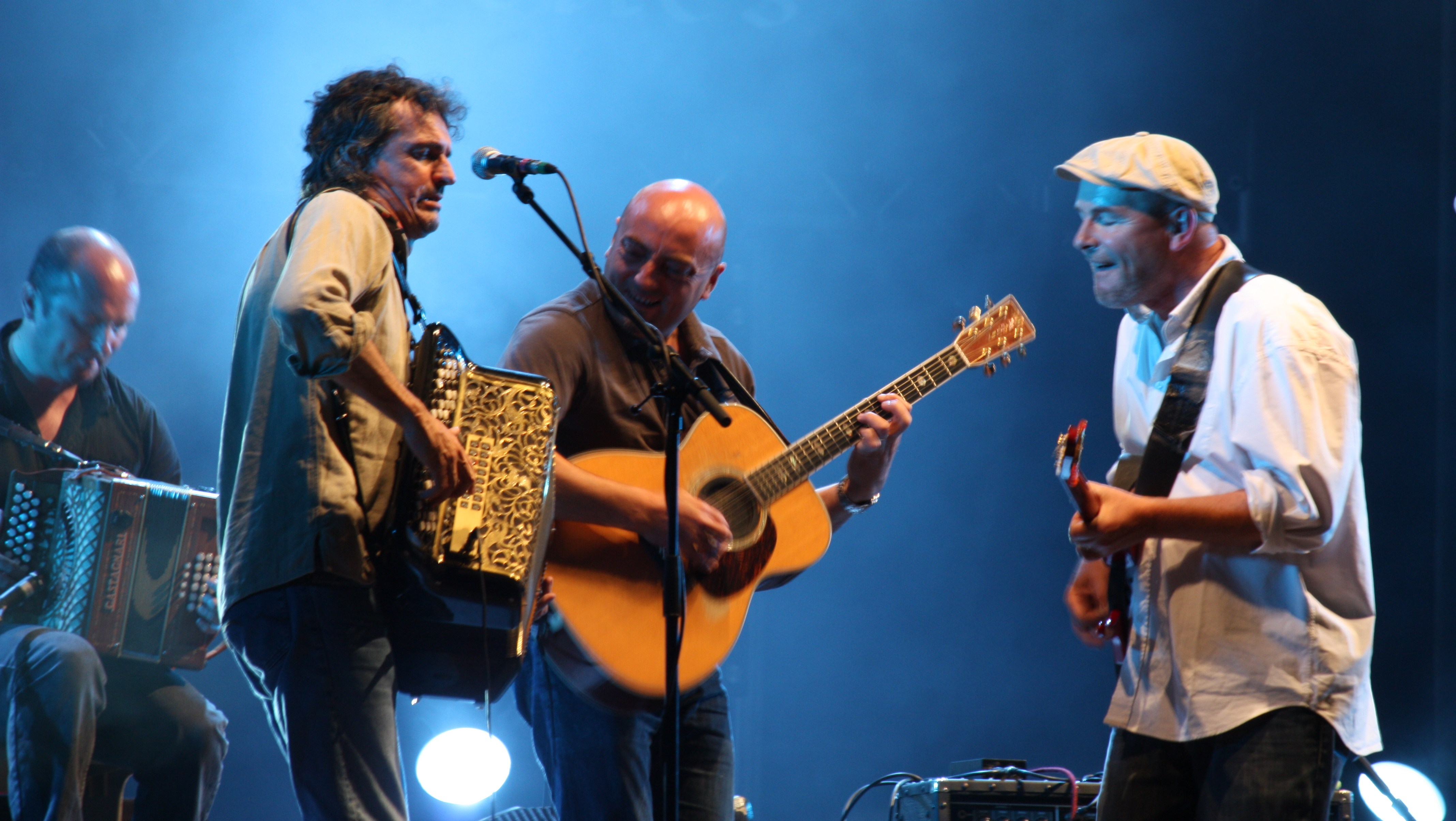
Les Frères Guichen (2007) et Red Cardell (2006)
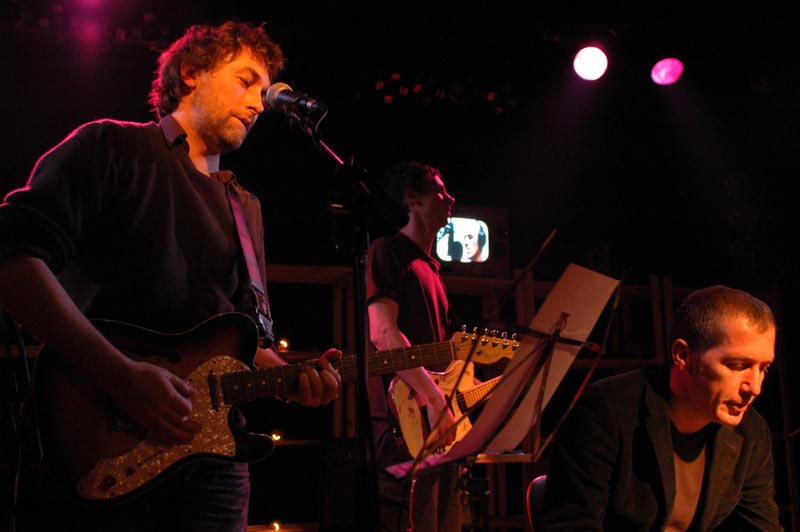
Yann Tiersen (2005) et Christophe Miossec (2004)
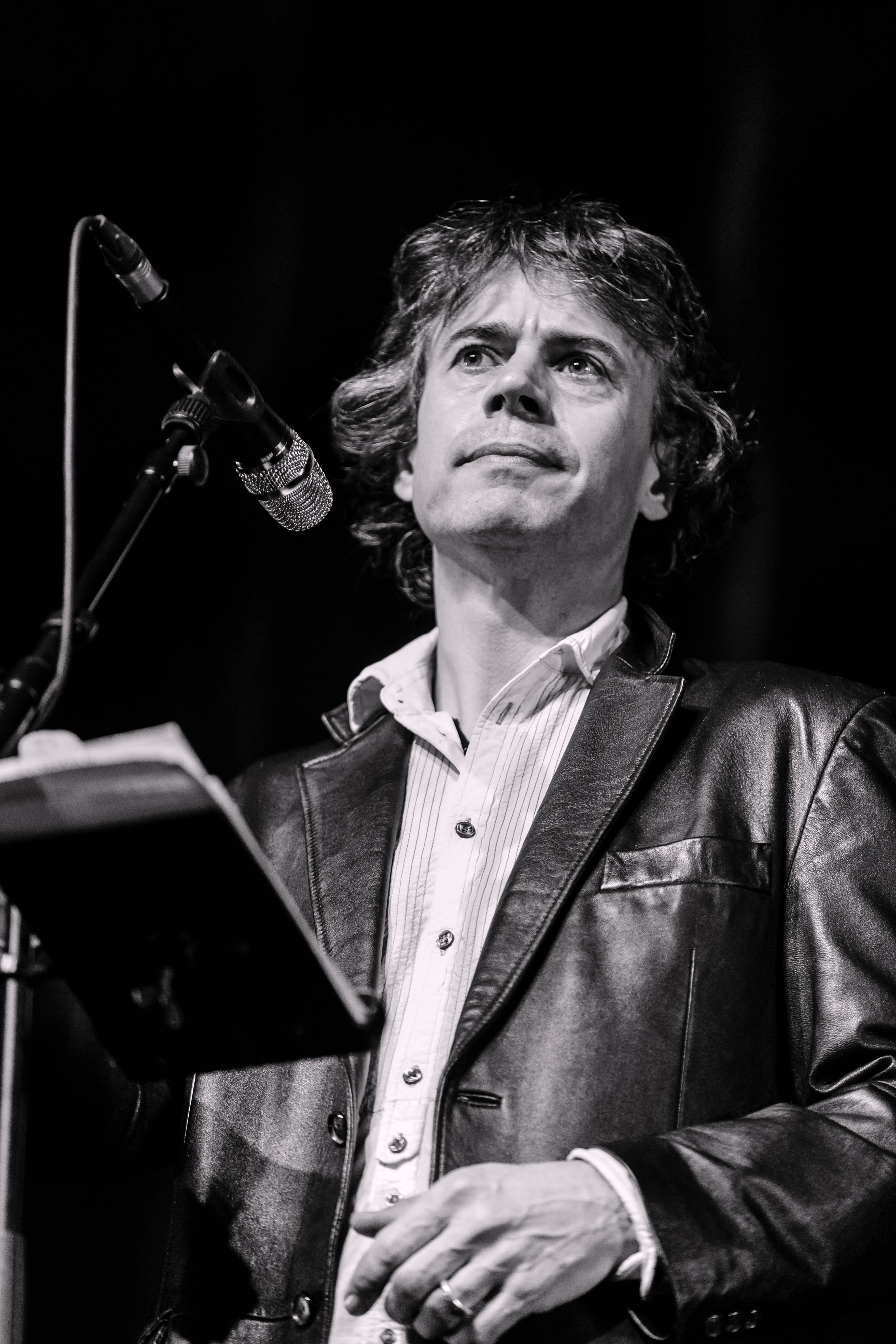
Denez Prigent (2003)

## Actions parallèles
Le concours offre au lauréat des autocollants du logo collés sur ses albums, pour une reconnaissance dans les points de vente notamment.
La transmission du prix entre le tenant du titre et son successeur a souvent marqué une rencontre artistique poursuivie par la suite : les collaborations entre Yann Tierssen et Red Cardell puis avec les frères Guichen pour Le Banquet de cristal, les frères Morvan et Nolwenn Leroy pour un documentaire brestois, Gwennyn qui écrit une chanson à Nolwenn sur Ô filles de l'eau...
En octobre 2014, Le Télégramme est partenaire d'une tournée « Grand Prix du Disque » avec le lauréat de l'année, Outside Duo, accompagné sur chaque date d'invités (d'anciens gagnants comme Red Cardell et Zebra) : les 7 dates donnent lieu à l'enregistrement d'un CD et DVD live.
Le 27 octobre 2018, un événement anniversaire sera organisé pour fêter les 15 ans du concours ; « Le Télégramme part en live » réunira plusieurs lauréats qui présenteront leurs derniers albums à la Carène à Brest. Le concept est reconduit l'année suivante à Carhaix avec la participation de Soldat Louis.